# Društveno odgovorno poslovanje
Društveno odgovorno poslovanje (DOP) odnosi se na način na koji organizacije upravljaju svojim poslovnim procesima kako bi ostvarile pozitivan učinak na društvo, točnije odnosi se na preuzimanje odgovornosti organizacije za učinak njenih aktivnosti na društvo i okoliš, pri čemu te aktivnosti moraju biti u skladu s interesima društva, temeljiti se na etičkom ponašanju i biti u skladu sa zakonom i ostalim pravnim regulativama.
Društveno odgovorno poslovanje je područje koje se sve brže razvija, a izvještavanje o društvenom učinku i održivosti postaje uobičajena praksa uglednih tvrtki. 

Osim termina društveno odgovorno poslovanje, u praksi se često spominju i slični termini poput: 
- održivo poslovanje,
- korporativna društvena odgovornost
- održivost,
- društvena odgovornost korporacija,
- korporativna socijalna odgovornost,
- društveno održivo poslovanje itd.

Iako je prije pedesetak godina ideja društvene odgovornosti bila relativno nova, danas se upravljanje društvenom odgovornosšću razvijo i to je važno područje menadžmenta. Kao i u drugim njegovim područjima, proces uključuje analizu problemskih pitanja, vrednovanje izvedbe, određivanje prioriteta, alociranje resursa prioritetima i ujedinjenje programa koji se bave problemskim pitanjima. Društvena je odgovornost poezana s gotovo svim rainama organizacijske aktivnosti od marketinga do zapošljavanja.
Pozitivno i proaktivno djelovanje poslovnog sektora i to iznad razina koje su propisane zakonom u različitim poslovnim procesima (npr. proizvodni procesi, utjecaj na okoliš, politika zapošljavanja, edukacija zaposlenika, ulaganje u društvenu zajednicu itd.) postalo je ustaljena praksa u razvijenom svijetu. S vremenom se pokazalo da od takve prakse postoje višestruke koristi i za organizaciju i cjelokupno društvo.
Briga za okruženje u kojem neka organizacija djeluje počinje sve više utjecati na korporativnu strategiju velikih tvrtki, kao i i malog i srednjeg poduzetništva širom svijeta. Te promjene u korporativnoj politici potiču organizacije na razvijanje svijesti i povećanje brige za društvo i okoliš u kojem djeluju. Odlika odgovornih organizacija jest fokus na strateškim dugoročno orijentiranim ciljevima i aktivnostima koje doprinose njihovom ostvarenju. Upravljanje društveno odgovornim aktivnostima podrazumijeva rad s drugima (interesno-utjecajnim skupinama), a ne u izolaciji.  Mjerenje učinka poslovanja ne samo financijskim, već i ekološkim i socijalnim učinkom je ušao u uobičajenu upotrebu u menadžmentu i najčešće se može pronaći pod pojmom trostruke bilance ili 3 P (profil, people, planet).

## Interesno utjecajne skupine
Društveno odgovorno poslovanje se može definirati kao odgovornost organizacije prema društvu i interesno utjecajnim skupinama. Sve je više primjera u poslovnom okruženju koji dokazuju da primjenom etične prakse poslovanja organizacije ostvaruju korist za sebe (u financijskom, ali i reputacijskom kontekstu), ali i za svoje interesno utjecajne skupine i zaposlenike. Izgradnja odnosa s takvim skupinama je važan element korporativne i komunikacijske strategije. Pojedinačni članovi i skupine u zajednici u kojoj neka organizacija djeluje sve se više prepoznaju dao važne interesno utjecajne skupine za dugoročnu sigurnost i uspjeh malih i srednjih poduzeća. U jednoj profitnoj organizaciji tipične interesno utjecajne skupine uključuju ulagače kapitala, dobavljače, konkurenciju, zaposlenike, zajednicu u kojoj posluju, kupce/klijente, različite skupine za pritisak i ostalu široku javnost. Društveno odgovorno poslovanje se često povezuje s izrazom „prosvijećeni vlastiti interes“ – način kako organizacije planiraju i upravljaju odnosima s ključnim interesno utjecajnim skupinama.  Razvojem tehnologije i međusobnom povezanošću interesno utjecajnih skupina kojima je olakšana komunikacija i dijeljenje informacija, te uz lakšu mobilizaciju nacionalnih i međunarodnih aktivističkih i skupina za pritisak i uz potporu medija, danas se može značajno utjecati na gotovo svaku organizaciju na tržištu.

## Izvještavanje o društvenoj odgovornosti - Global Reporting Initiative (GRI) načela
Organizacije koje promiču društveno odgovorno poslovanje svoje aktivnosti u tom dijelu poslovanja najčešće prezentiraju široj javnosti kao dio svog godišnjeg izvješća ili kao samostalno izvješće. Izvještavanje pomaže organizaciji jasno postaviti ciljeve te mjeriti učinak i uspješnost provedenih promjena, a iz dobivenih rezultata se iščitavaju podaci o utjecaju organizacije na okoliš, društvo i ekonomiju. Međunarodno dogovoreni podaci i mjerila omogućavaju da informacije sadržane u izvještajima postanu dostupne i razumljive svim ineteresno utjecajnim skupinama.
Jedan od najkorištenijih obrazaca za izvještavanje su G4 Smjernice (Smjernice za izvještavanje o održivosti Globalne Inicijative za izvještavanje. Smjernice su dostupne na hrvatskom jeziku. Projekt GRI je nastao 2000. godine kako bi se razvili okviri za izvještavanje o održivosti, a i tada su nastale prve smjernice. Navedeni okvir se razvijao, tako da G4 predstavlja četvrtu generaciju smjernica koje su namijenjene svim organizacijama, bez obzira na veličinu, sektor ili tržište na kojem djeluju. Zasad predstavljaju sveobuhvatan sustav za mjerenje i izvještavanje.
Izvještavanje i komuniciranje o utjecaju organizacije na društvo pomaže dokazati otvorenost i transparentnosti, ali i ozbiljnost namjera u poboljšanju poslovanja. Proaktivno i otvoreno komuniciranje stvara pozitivno ozračje u kojem su organizacije percipirane u boljem svijetlu.

### Djelovanje organizacije na društvo i njene odgovornosti
U okviru četvrte generacije GRI smjernica pokazatelji učinka u pogledu društvene odgovornosti su podijeljene u tri kategorije:
- ekonomiju,
- okoliš i
- društvo,

što je u skladu s postavkama koje je izvorno definirao Peach (1987.), a ovdje su objašnjene prema interpretaciji autora Tench&Yeomans
Postoje tri razine djelovanja tvrtke na njeno okruženje: 
1. osnovna razina (ona u kojoj se organizacija drži zakona i propisa društva, npr. plaćanje poreza i pošteno poslovanje),
2. organizacijska razina (u kojoj se od organizacije očekuje dda djeluje u duhu zakona i da minimalizira negativne učinke na društvo), te
3. društvena razina (u njoj tvrtka daje značajan doprinos poboljšanju društva i okoliša u kojem djeluje).

Autor Carroll je 1991. dalje razradio kategorije društveno odgovornog poslovanja i vizualno ih prezentirao kroz piramidu DOP-a, čije su razine predstavljene u nastavku (preuzeto iz Tench&Yeomans, str.113.).
Piramida DOP-a: 
1. Ekonomska odgovornost (ostvariti profit - temelj bez kojeg se ne može dalje graditi)
2. Pravna odgovornost (poštovanje zakona)
3. Etička odgovornost (obveza da poslovanje bude fer, pošteno i dobro)
4. Filantropska odgovornost (biti dobar korporativni građanin)

## Priručnik "Časno do pobjede"
Priručnik za DOP, Časno do pobjede, objavljen je u sklopu UNDP-ova projekta društvene odgovornosti poduzeća. Krajem 2004. je formirana koordinacijska skupina koja je prilagodila priručnik britanske organizacije Business in the Community (iz 200.). Zadatak koordinacijske grupe bio je u najvećoj mjeri prikazati dobru poslovnu praksu u RH u različitim kategorijama koje su dio koncepta DOP-a, ali istovremeno prikupiti materijale i informacije koje će hrvatskim tvrtkama i pojedincima olakšati uvođenje dobrih poslovnih modela, te tako promicati najbolju praksu na području društvene odgovornosti.
U skladu s navedenim, sam priručnik se sastoji od sedam zasebnih poglavlja, od kojih svako predstavlja jednu od kategorija DOP-a:
1. Temeljna načela
2. Misija i vrijednosti
3. Ljudski potencijali
4. Ljudska prava
5. Tržište
6. Okoliš
7. Društvena zajednica

Sve su ovo područja gdje organizacija može ostvariti dodatnu korist ako praks bude zadovoljavajuća. Neće svako područje biti jednako važno u svakoj organizaciji, ali je bitno da ih organizacije navrijeme prepoznaju kako bi mogle proaktivno djelovati i ojačati vlastitu poziciju. Naposljetku, ovdje je riječ o višestrukoj uzajamnoj koristi - i za organizaciju i za društvo. DOP nije samo ispravan, već i koristan za posao.

## Razvoj društveno odgovornog poslovanja u Hrvatskoj

### Europski dokumenti
1. Bijela knjiga Europske komisije o rastu i zapošljavanju[7] 1993. - početak društveno odgovornog poslovanja kao dijela europske politike
2. Zelena knjiga "Promocija Europskog okvira za DOP" Europske komisije 2001.[8] - definiranje DOP-a kao koncepta u kojem poduzeća na dobrovoljnom principu integriraju brigu za društvena pitanja i zaštitu okoliša u svoje poslovne aktivnosti i odnose s vlasnicima, dioničarima, zaposlenicima, potrošačima, dobavljačima, vladom, medijima i širokom javnosti
3. Strategija održivog razvoja EU (2006.)
4. Strategija održivog razvoja EU (2011.)

U RH je 1997. osnovan Hrvatski poslovni savjet za održivi razvoj kojeg je činilo 18 hrvatskih poduzeća koja su se obvezala primjenjivati i promicati održivu praksu u svojem poslovanju s ciljem zaštite okoliša i postizanja održivog razvoja RH. Krajem 2004. godine je održana Prva nacionalna konferencija o DOP-u, Agenda 2005, koja je okupila na jednom mjestu više od 120 praktičara i istraživača, te omogućila razmijenu mišljenja i formuliranje zajedničkih prioriteta za razvitak DOP-a. Prvotna se praksa DOP-a u RH uglavnom oslanjala na praksu u kategoriji zaštite okoliša; potom se interes poduzeća proširio na ljudske resurse i brigu o lokalnoj zajednici. Društvena se odgovornost često percipira i kroz dosljednost u poštovanju zakonske regulative primarno u području visoko regulirane zaštite okoliša i radnih prava što je razumljivo s obzirom na to da zbog slabe primjene zakonske regulative provedba propisa nije zadovoljavajuća. Važan je poticaj primjeni DOP-a izvozna orijentacija koja pojačano vrši pritisak na uvođenje standarda za upravljanje pojedinim sustavima. U području korporativnog upravljanja DOP praksa je slabo azvijena, što možemo dovesti u vezu s nedostatkom vanjskih poticaja. Opća je procjena da je DOP postao važan dio percepcije o uspješnom poslovanju predstavnika zajednice, akademske zajednice, organizacijs civilnog društva i drugih stručnih organizacija.
U Hrvatskoj za sada još ne postoje zakoni koji se eksplicitno odnose na DOP, ali istovremeno postoje određena područja (npr. zaštita okoliša) koja su vrlo visoko regulirana i propisuju storge norme i standarde poslovanja, što ne ostavlja puno prostora poduzećima za dobrovoljnu praksu iznad zakona.

## Indeks DOP-a
O društveno odgovornom poslovanju govorimo kada neka tvrtka, iznad strogo zakonom propisanih obaveza, integrira brigu za okoliš i društvo u sustav donošenja odluka. Time dobri poslovni rezultati prestaju biti jedinim mjerilom za vrednovanje uspješnosti tvrtke. Može se reći da je uspješna ona tvrtka koja ujednačeno vodi računa o svom ekonomskom, društvenom i okolišnom utjecaju, a DOP predstavlja poslovni model i način upravljanja u kojem se profit ostvaruje na društveno odgovoran način.
Indeks DOP-a je metodologija za ocjenjivanje odgovornih praksi u poslovanju hrvatskih tvrtki. Nastala je po uzoru na slične svjetske metodologije, a u prvom redu na Business in the Community CR Index. U Hrvatskoj je za Indeks DOP-a odgovorna Hrvatski poslovni savjet za održivi razvoj u partnerstvu s HGKHrvatska gospodarska komora.
Indeks DOP-a je ujedno i nagrada koju jednom godišnje u kategoriji malih, srednjih, velikih i javnih tvrtki zajednički dodjeljuju Hrvatski poslovni savjet za održivi razvoj (HR PSOR) i Hrvatska gospodarska komora (HRPSOR).

### Dobitnici nagrade Indeks DOP-a u2018. godini
Nagrade su dodijeljene prema sljedećim kategorijama:
U kategoriji Velikih poduzeća
Dobitnik nagrade je: AD PLASTIK d.d.
U kategoriji Srednjih poduzeća
Dobitnik nagrade je: HiPP Croatia d.o.o.
U kategoriji Malih poduzeća
Dobitnik nagrade je: Media Val d.o.o.
U kategoriji Javnih poduzeća
Dobitnik nagrade je: EKO – MURVICA d.o.o.
Dobitnici nagrada za pojedina područja su:
Za područje: Odgovorne politike i prakse u radnoj okolini
Dobitnik nagrade je: Ericsson Nikola Tesla d.d.
Za područje: Odgovorne politike i prakse upravljanja okolišem
Dobitnik nagrade je: Heineken Hrvatska d.o.o.
Za područje: Društveno odgovorni odnosi sa zajednicom
Dobitnik nagrade je: dm-drogerie markt d.o.o.
Za područje: Društveno odgovorne politike raznolikosti i zaštite ljudskih prava
Dobitnik nagrade je: Valamar Riviera d.d.
Nagrada za najveći napredak dodijeljena je poduzeću: GALEB d.d.
Tvrtkama Privredna banka Zagreb d.d., Hartmann d.o.o., Končar – Institut za elektrotehniku d.d. te Ericsson Nikola Tesla d.d., Hauska & Partner d.o.o. i Vetropack Straža d.d. dodijeljeno je posebno priznanje za predanost projektu Indeks DOP-a. Priznanje je dodijeljeno poduzećima koja su se u posljednjih deset godina istaknula po kontinuitetu i ustrajnosti popunjavanja upitnika.

### Dobitnici nagrade Indeks DOP-a u2017. godini
U kategoriji Velikih poduzeća
Dobitnik nagrade je: Vetropack Straža, d.d.
U kategoriji Srednjih poduzeća
Dobitnik nagrade je: Končar – institut za elektrotehniku d.d.
U kategoriji Malih poduzeća
Dobitnik nagrade je: DVOKUT-ECRO d.o.o.
U kategoriji Javnih poduzeća
Dobitnik nagrade je: Odašiljači i veze d.o.o.
Za područje: Odgovorne politike i prakse u radnoj okolini
Dobitnik nagrade je: CEMEX Hrvatska d.d.
Za područje: Odgovorne politike i prakse upravljanja okolišem
Dobitnik nagrade je: Heineken Hrvatska d.o.o.
Za područje: Društveno odgovorni odnosi sa zajednicom
Dobitnik nagrade je: Inkasator d.o.o.
Za područje: Odgovorne politike raznolikosti i zaštite ljudskih prava
Dobitnik nagrade je: IKEA Hrvatska d.o.o.
Nagrada za najveći napredak
Dobitnik nagrade je: AquafilCro d.o.o.

### Dobitnici nagrade Indeks DOP-a u2016. godini
- Velika poduzeća: Ericsson Nikola Tesla d.d.[12][13]
- Srednja poduzeća: Vivera d.o.o.[12][14]
- Mala poduzeća: DVOKUT-ECRO d.o.o.[12][15]
- Javna poduzeća: Plovput d.o.o.[12][16]
- Područje odgovorne politike i prakse u radnoj okolini: CEMEX Hrvatska d.d.[12][17]
- Područje odgovorne politike i prakse upravljanja okolišem: Regeneracija d.o.o.[12][18]
- Područje društveno odgovornih odnosa sa zajednicom: Hrvatski Telekom d.d.[12][19]
- Nagrada za najveći napredak: AD Plastik d.d.[12][20]
- Posebna nagrada za ljudska prava: Podravka d.d.[12]

### Dobitnici nagrade INDEKS DOP-a u2015. godini
- Velika poduzeća: DM[21][22]
- Srednja poduzeća: Messer Croatia Plin d.o.o.[21][23]
- Mala poduzeća: Globtour Event d.o.o.[21][24]
- Javna poduzeća: Odašiljači i veze d.o.o.[21][25]
- Područje odgovorne politike i prakse u radnoj okolini: Končar - Energetski transformatori d.o.o.[21][26]
- Područje odgovorne politike i prakse upravljanja okolišem: Valamar Riviera d.d.[21][27]
- Područje društveno odgovornih odnosa sa zajednicom: CEMEX Hrvatska d.d.[21][28]
- Nagrada za najveći napredak: Ivančica d.d.[21][29]

## Poveznice na slične teme
1. Vrdoljak Raguž, Hazdovac: Društveno odgovorno poslovanje i hrvatska praksa; Oeconomica Jadertina, 2014
2. Osmanagić Bedenik, Labaš: Društveno odgovorno poslovanje i održivi razvoj - stanje u hrvatskim poduzećima; Market-Tržište, 2012
3. Skoko, Mihovilović: Odnosi s javnošću u funkciji društveno odgovornog poslovanja; Praktični menadžment, 2014
4. Leksikon održivog razvoja, 2012  Arhivirana inačica izvorne stranice od 26. veljače 2017. (Wayback Machine)
5. Zbirka studija slučaja društveno odgovornog poslovanja, HRPSOR, Mislav Ante Omazić i suradnici, 2012  Arhivirana inačica izvorne stranice od 25. veljače 2017. (Wayback Machine)